# Salsola richteri
Salsola richteri là loài thực vật có hoa thuộc họ Dền. Loài này được (Moq.) Karel ex Litv. miêu tả khoa học đầu tiên năm 1905.